# مطار ستافانغر الدولي
مطار ستافانغر سولا (بالنرويجية: Stavanger lufthavn, Sola) (إياتا: SVG، إيكاو: ENZV)، هو مطار دولي يخدم مدينة ستافانغر بمقاطعة روغالاند، النرويج. يقع المطار في بلدية سولا، على بعد 6 NM (11 كـم؛ 6.9 ميل) جنوب شرق مدينة ستافانغر.

## الوجهات وشركات الطيران
| شركـات طيـران                   | الوجهات |
| ------------------------------- | --- |
| AIS Airlines                    | Esbjerg |
| الخطوط الجوية الملكية الهولندية | مطار سخيبول أمستردام |
| لوغاناير                        | مطار نيوكاسل موسمي: مطار إدنبرة |
| لوفتهانزا                       | مطار فرانكفورت |
| آير شاتل النرويجية              | مطار أليكانتي، Bergen، مطار كوبنهاغن، مطار كراكوف، مطار غاتويك، مطار مالقة الدولي، مطار مانشستر، Oslo، مطار تروندهايم، فارنيس موسمي: مطار أنطاليا، مطار برشلونة الدولي، مطار دوبروفنيك، مطار ميورقة، مطار باريس شارل ديغول، مطار سبليت، مطار تينيريفي الجنوبي                                              |
| الخطوط الجوية الإسكندنافية      | مطار أبردين، Bergen، مطار كوبنهاغن، مطار لندن هيثرو، Oslo، مطار ستوكهولم أرلاندا، مطار تروندهايم، فارنيس موسمي: مطار أليكانتي، مطار مالبينسا، مطار نيس كوت دازور، مطار سبليت، مطار تينيريفي الجنوبي (تبدأ في 8 أكتوبر 2023) موسمي عارض: Burgas، Chania، مطار كناريا الكبرى، Preveza/Lefkada، Rhodes، Samos |
| Sunclass Airlines               | موسمي عارض: مطار أنطاليا، مطار خانية الدولي ‏، مطار ميورقة، Rhodes، Varna |
| Widerøe                         | مطار أبردين، Bergen، Sandefjord |
| ويز للطيران                     | مطار غدانسك ليخ فاونسا، مطار كاوناس، مطار كراكوف |